# سان شاین اسکوئر
سان شاین اسکوئر (انگلیسی: Sunshine Square) یک فروشگاه بزرگ در بایان بارو، ایالت پنانگ، مالزی است. سان شاین اسکوئر که در سال ۱۹۹۳ افتتاح شد، شاخص‌ترین فروشگاه بنگاه خرده فروشی محلی، شرکت سهامی سوئی واه (Suiwah) است.